# Coenosia remissa
Coenosia remissa este o specie de muște din genul Coenosia, familia Muscidae, descrisă de Huckett în anul 1965. Conform Catalogue of Life specia Coenosia remissa nu are subspecii cunoscute.